# International Belgian Open

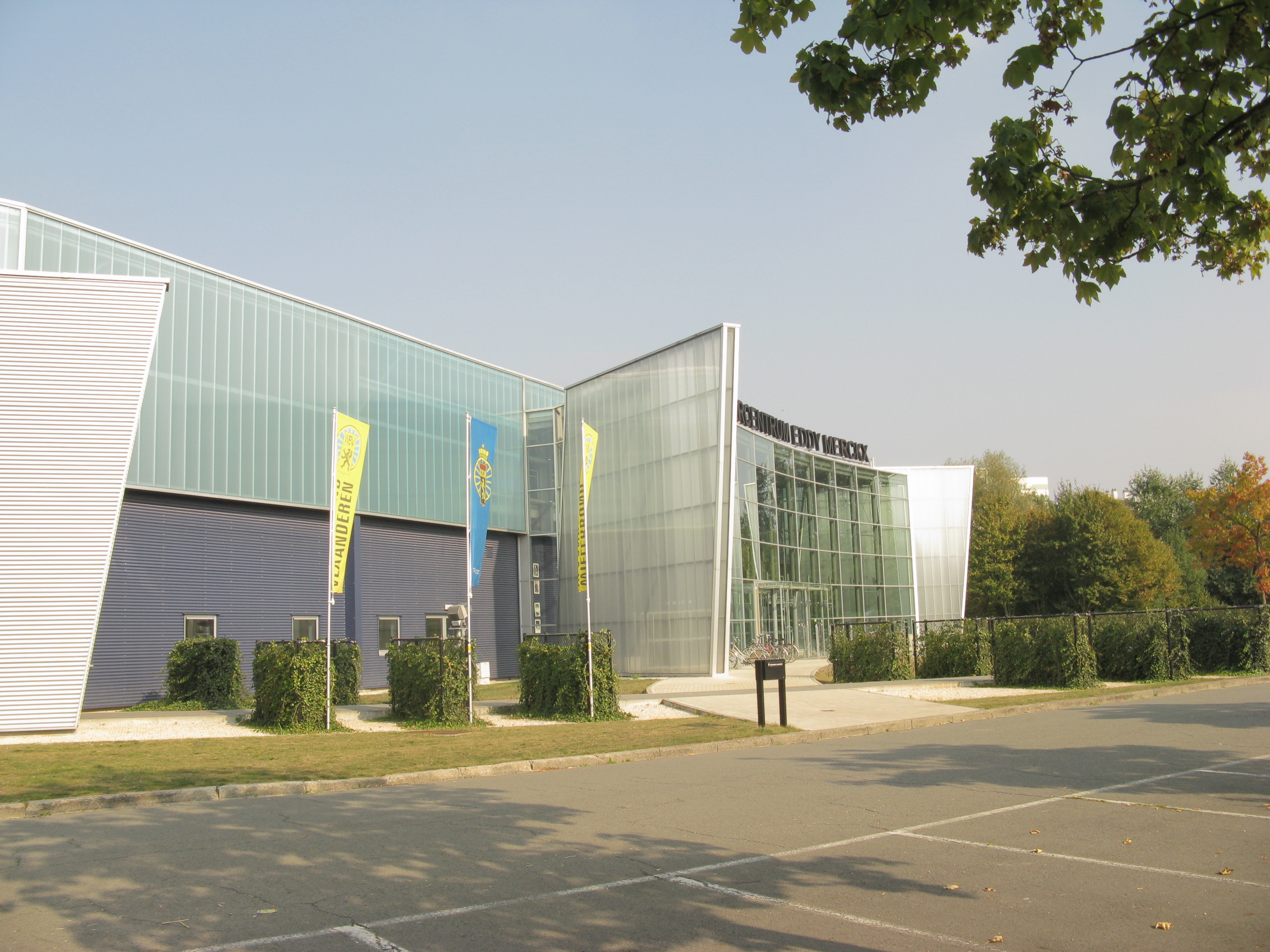
Vlaams Wielercentrum Eddy Merckx

L'International Belgian Open est un meeting de cyclisme sur piste qui s'est déroulé entre 2013 et 2015. Il fait partie de la catégorie 1 de l'UCI. Il se tenait au Vlaams Wielercentrum Eddy Merckx à Gand.

## 2015
L'édition 2015 a lieu du 14 au 15 novembre.

### Hommes
| Discipline        | 1re        | 1re                          | 2e          | 2e                          | 3e       | 3e                            |
| Poursuite         | Kazakhstan | Artyom Zakharov              | Royaume-Uni | Germain Burton              | France   | Thomas Boudat                 |
| Keirin            | France     | Charlie Conord               | Tchéquie    | Robin Wagner                | France   | sébastien Vigier              |
| Américaine        | France     | Thomas Boudat Morgan Kneisky | Royaume-Uni | Germain Burton Mark Stewart | Belgique | Kenny De Ketele Jules Hesters |
| Course aux points | France     | Benjamin Thomas              | Royaume-Uni | Mark Stewart                | Belgique | Gijs Van Hoecke               |
| Scratch           | France     | Thomas Boudat                | Royaume-Uni | Mark Stewart                | Ukraine  | Roman Gladysh                 |
| Vitesse           | Allemagne  | Eric Engler                  | Espagne     | Sergio Aliaga               | France   | Benjamin Edelin               |

### Femmes
| Discipline        | 1re        | 1re                | 2e       | 2e                    | 3e      | 3e                 |
| Poursuite         | Pologne    | Malgorzata Wojtyra | France   | Elise Delzenne        | Ukraine | Ganna Solovei      |
| Keirin            | Belgique   | Nicky Degrendele   | France   | Mélissandre Pain      | Italie  | Maila Andreotti    |
| Course aux points | France     | Pascale Jeuland    | Norvège  | Anita Yvonne Stenberg | Pologne | Malgorzata Wojtyra |
| Scratch           | France     | Elise Delzenne     | Pologne  | Malgorzata Wojtyra    | Ukraine | Ganna Solovei      |
| Vitesse           | États-Unis | Maddy Godby        | Lituanie | Migle Marozaite       | France  | Mélissandre Pain   |

## 2014
L'édition 2014 a lieu du 15 au 16 novembre. 

### Hommes
| Discipline        | 1re               | 1re                         | 2e          | 2e                            | 3e          | 3e                           |
| Poursuite         | Belgique          | Dominique Cornu             | Royaume-Uni | Matthew Gibson                | France      | Corentin Ermenault           |
| Américaine        | Belgique Pays-Bas | Kenny De Ketele Roy Pieters | Belgique    | Otto Vergaerde Moreno De Pauw | Russie      | Ivan Savitsky Viktor Manakov |
| Omnium            | France            | Thomas Boudat               | Kazakhstan  | Artyom Zakharov               | Espagne     | Sebastián Mora               |
| Course aux points | Belgique          | Otto Vergaerde              | Belgique    | Kenny De Ketele               | Royaume-Uni | Chris Lawless                |
| Scratch           | Belgique          | Otto Vergaerde              | Royaume-Uni | Matthew Gibson                | France      | Julien Duval                 |

### Femmes
| Discipline        | 1re      | 1re              | 2e       | 2e               | 3e       | 3e                 |
| Poursuite         | Italie   | Silvia Valsecchi | France   | Elise Delzenne   | Belgique | Lotte Kopecky      |
| Omnium            | Belgique | Jolien D'Hoore   | Lituanie | Ausrine Trebaite | Italie   | Annalisa Cucinotta |
| Course aux points | France   | Elise Delzenne   | Belgique | Kelly Druyts     | Italie   | Giorgia Bronzini   |
| Scratch           | Italie   | Giorgia Bronzini | France   | Soline Lamboley  | Belgique | Kelly Druyts       |
| Vitesse           | France   | Olivia Montauban | France   | Mélissandre Pain | Belgique | Nicky Degrendele   |

## 2013
L'édition 2013 a lieu du 6 au 7 septembre.

### Hommes
| Discipline        | 1re      | 1re                             | 2e          | 2e                         | 3e          | 3e                         |
| Poursuite         | Pays-Bas | Jenning Huizenga                | Belgique    | Dominique Cornu            | Royaume-Uni | Steven Burke               |
| Américaine        | Belgique | Kenny De Ketele Jasper De Buyst | Belgique    | Tim Mertens Jonas Rickaert | Royaume-Uni | Mark Cavendish Owain Doull |
| Omnium            | Belgique | Jasper De Buyst                 | Pays-Bas    | Tim Veldt                  | Royaume-Uni | Jonathan Dibben            |
| Course aux points | Belgique | Kenny De Ketele                 | Pays-Bas    | Jesper Asselman            | Belgique    | Jonas Rickaert             |
| Scratch           | Pays-Bas | Wim Stroetinga                  | Royaume-Uni | Mark Cavendish             | Belgique    | Moreno De Pauw             |

### Femmes
| Discipline        | 1re         | 1re             | 2e          | 2e               | 3e       | 3e                 |
| Poursuite         | Royaume-Uni | Joanna Rowsell  | Royaume-Uni | Katie Archibald  | Irlande  | Caroline Ryan      |
| Omnium            | Espagne     | Leire Olaberria | Belgique    | Jolien D'Hoore   | Italie   | Annalisa Cucinotta |
| Course aux points | Royaume-Uni | Katie Archibald | États-Unis  | Elizabeth Newell | Pays-Bas | Kelly Markus       |
| Scratch           | Espagne     | Leire Olaberria | Pays-Bas    | Kelly Markus     | Belgique | Kelly Druyts       |